# Emil Cohn (Physiker)
Emil Georg Cohn, seit 1939: Emil Georg Israel Cohn (* 28. September 1854 in Neustrelitz; † 28. Januar 1944 in Ringgenberg, Kanton Bern, Schweiz) war ein deutscher Physiker und Hochschullehrer.

## Leben
Emil Cohn war ein Sohn des Neustrelitzer jüdischen Rechtsanwalts August Cohn (* 1826) und dessen Frau Charlotte, geborene Hahn (1835–1924). Als 17-Jähriger hatte Emil Cohn zunächst an der Universität Leipzig damit begonnen, Rechtswissenschaften zu studieren. Er wandte sich dann jedoch bald den Naturwissenschaften zu und setzte sein Studium an den Universitäten von Heidelberg und Straßburg fort. In Straßburg wurde er 1879 zum Dr. phil. nat. promoviert. Von 1881 bis 1884 war er Assistent von August Kundt am Physikalischen Institut. Am 5. Februar 1884 habilitierte er sich für Theoretische Physik und wurde als Privatdozent zugelassen. Von 1884 bis 1918 war er Fakultätsmitglied der Universität Straßburg. Am 27. September 1884 wurde er zum Assistenzprofessor ernannt. Er befasste sich zunächst auch mit Experimentalphysik, wandte sich aber dann ganz der Theoretischen Physik zu. 1918 wurde er zum außerordentlichen Professor ernannt.
Nach Ende des Ersten Weltkriegs und der Besetzung Elsaß-Lothringens durch Frankreich wurde Cohn mit seiner Familie aus Straßburg vertrieben (am Weihnachtsabend 1918). Im April 1919 wurde er an der Universität Rostock zum ordentlichen Honorarprofessor ernannt. Ab Juni 1920 hielt er als ordentlicher Honorarprofessor an der Universität Freiburg im Breisgau Vorlesungen über Theoretische Physik. 1935 setzte er sich in Heidelberg zur Ruhe, wo er bis 1939 lebte. Unter dem Eindruck der Willkür des NS-Regimes erklärte er 1938 gemeinsam mit  Richard Gans, Leo Graetz, George Jaffé, Walter Kaufmann und anderen Physikern „israelitischer Abstammung“ gegenüber Peter Debye demonstrativ seinen Austritt aus der Deutschen Physikalischen Gesellschaft (DPG).
Cohn, selbst Jude, der sich später evangelisch taufen ließ, war seit 6. August 1885 mit der jüdischen Kaufmannstochter aus Hamburg, Marie Louise, geb. Goldschmidt (1864–1950) verheiratet, mit der er zwei Töchter hatte. Wegen seiner „israelitischen Abstammung“ sah er sich 1939 unter dem Druck der NS-Diktatur gezwungen, in die Schweiz zu emigrieren. Er lebte dort zunächst in Hasliberg-Hohfluh, ab 1942 dann in Ringgenberg am Brienzersee.
Cohns jüngerer Bruder Carl Cohn (1857–1931) war ein erfolgreicher Hamburger Überseekaufmann, der 1921–1929 als Hamburger Senator wirkte.

## Werk
Cohn zählte um die Wende vom 19. zum 20. Jahrhundert zu den angesehensten Experten auf dem Gebiet der theoretischen Elektrodynamik. Er war mit der Lorentzschen Elektrodynamik von Hendrik Antoon Lorentz für bewegte Körper unzufrieden und schlug eine eigene Theorie vor. Seine alternative Theorie, die auf einer Modifikation der Maxwellschen makroskopischen Feldgleichungen ohne Berücksichtigung der Atomstruktur der Materie basierte, stand zum damaligen Zeitpunkt mit allen relevanten elektrodynamischen und optischen Experimenten in Einklang, auch mit dem Michelson-Morley-Experiment. Dabei verwarf er die Lorentzkontraktion, übernahm jedoch das Konzept der Ortszeit von Lorentz. Cohns Theorie wurde 1905 von Richard Gans weiterentwickelt und auf die Elektronentheorie angewendet.
Bereits 1900 benutzte er den Begriff „Lorentz’sche Transformation“, wobei Henri Poincaré schließlich 1905 den bis heute gebräuchlichen Begriff Lorentz-Transformation verwendete. Einige seiner Einsichten nahmen bestimmte Aspekte von Albert Einsteins Spezieller Relativitätstheorie (SRT) vorweg, so zum Beispiel der Verzicht auf das Konzept des „Lichtäthers“, welchen er mit den Fixsternen als Bezugssystem ersetzte (1901). Cohn schränkte zwar ein, dass es möglicherweise aus Anschaulichkeitsgründen heuristisch nützlich sei, sich das Fixsternensystem als in einem substanziellen „Äther“ ruhend vorzustellen, jedoch sei dies nur Bildersprache, die seiner Theorie inhaltlich nichts hinzufügt.  Und wie Poincaré interpretierte er 1904 die Lorentzschen Ortszeit als die Zeit, welche unter der Annahme einer konstanten Lichtgeschwindigkeit entsteht – wobei Cohn das Bild prägte, wonach Licht sich in allen Systemen als Kugelwelle ausbreitet. Ebenso veranschaulichte er noch vor Einstein Effekte wie Lorentzkontraktion und Zeitdilatation mit Maßstäben und Uhren. Er bemerkte auch, dass zumindest auf dem Boden der Lorentzschen Theorie die Unterscheidung zwischen Universal- und Ortszeit künstlich anmutet, da in dieser Theorie kein experimenteller Unterschied zwischen ihnen getroffen werden kann. Cohn selbst glaubte jedoch, dass die Lorentzsche Annahme sowieso nur für optische Effekte gültig ist, während gemäß seiner eigenen Theorie mechanische Uhren die „absolute“ Zeit anzeigen könnten.
Cohns Theorie konnte sich jedoch, auch wegen innerer Unstimmigkeiten, nicht gegen die Theorien von Lorentz und Einstein durchsetzen. So widersprach seine Theorie dem Reaktionsprinzip als auch dem Relativitätsprinzip. Auch glaubte Cohn, die Geschwindigkeit in Bezug zum Fixsternhintergrund sei eine absolute Geschwindigkeit. Darüber hinaus sagte seine Theorie unterschiedliche Ergebnisse für das Michelson-Morley-Experiment je nach Richtung in bestimmten Medien voraus. Cohn selbst akzeptierte später (1911) das „Relativitätsprinzip von Lorentz und Einstein“ und verfasste eine Darstellung der SRT, welche die Zustimmung von Einstein fand.

## Publikationen
- Das Elektromagnetische Feld – Vorlesungen über die Maxwell’sche Theorie. S. Hirzel, Leipzig 1900 (Online).; 2. Auflage Berlin 1927: Das elektromagnetische Feld - Ein Lehrbuch
- Emil Cohn: Über die Gleichungen der Electrodynamik für bewegte Körper. In: Recueil de travaux offerts par les auteurs à H. A. Lorentz à l’occasion du 25ème anniversaire de son doctorat le 11 décembre 1900, Archives néerlandaises. 5. Jahrgang, 1900, S. 516–523.
- Emil Cohn: Über die Gleichungen des elektromagnetischen Feldes für bewegte Körper. In: Göttinger Nachrichten. 1901, S. 74–99.
- Emil Cohn: Über die Gleichungen des elektromagnetischen Feldes für bewegte Körper;. In: Annalen der Physik. 312. Jahrgang, Nr. 1, 1902, S. 29–56 (wbabin.net (Memento des Originals vom 5. Dezember 2008 im Internet Archive)).. Übertragung mit weiteren Quellen und englische Übersetzung. Beinhaltet auch „Antikritisches zu Hrn. W.Wiens ‚Differentialgleichungen der Elektrodynamik für bewegte Körper‘“ (1904)
- Emil Cohn: Zur Elektrodynamik bewegter Systeme I. In: Sitzungsberichte der Königlich Preussischen Akademie der Wissenschaften. 1904/2. Jahrgang, Nr. 40, 1904, S. 1294–1303.
- Emil Cohn: Zur Elektrodynamik bewegter Systeme II. In: Sitzungsberichte der Königlich Preussischen Akademie der Wissenschaften. 1904/2. Jahrgang, Nr. 43, 1904, S. 1404–1416.
- Physikalisches über Raum und Zeit. B.G. Teubner, Leipzig 1920 (Online).
- Emil Cohn: Faraday und Maxwell. In: Deutsches Museum – Abhandlungen und Berichte. 4. Jahrgang, Nr. 1, 1932.